# Црква Свете Петке Параскеве у Малешићу
Црква Свете Петке Параскеве је смјештена Малешићу, припада Епархији зворничко-тузлнаској.

## О Храму
Храм Преподобне мати Параскеве са сједиштем у селу Малешић је димензија димензија 14,25 х 8 метара. Градња храма почела је 1998. године. Темеље је освештао епископ зворничко-тузлански г. Василије 25. новембра 1998. године. Храм је завршен 2006. године, а 16. јула исте године храм је освештао надлежни архијереј г. Василије.
Иконостас од бијелог храста израдио је Неђо Миловић, родом из Илијаша. Иконе на иконостасу живописао је Жељко Драгићевић из Богатића. Дио храма живописао је Гојко Ристановић из Београда.